# 佐渡流人行
『佐渡流人行』（さどるにんこう）は、松本清張の短編小説。『オール讀物』1957年1月号に掲載され、同年2月に短編集『佐渡流人行』収録の表題作として、新潮社より刊行された。

## あらすじ
佐渡支配組頭を命ぜられた寺社奉行吟味取締役の横内利右衛門は、下役の黒塚喜介を金山方広間役にして、佐渡に連れていくことにした。横内から金山の水替人足の補充の話を聞いているうちに喜介は、出牢早々の弥十を佐渡送りにすることを思いあたる。喜介の弥十への憎しみは、横内の仲人により喜介がくみを妻にした三年前に始まった。弥十の紹介の場で、妻が慄えているのを見た喜介は、くみと弥十の間の過去を察し、憎悪を覚えた。弥十が無頼の仲間にはいっていることを聞いた喜介は、与力の一人を金で誘い、弥十を入牢させた。
喜介は佐渡から出張してきた地役人の占部三十郎を、江戸での出世を餌で釣って握った上で、くみを伴って佐渡に着任、くみの目と鼻の先で弥十を心いくまで弄ろうと考える。十日後に横内も佐渡に到着、横内の依頼に応えた喜介はいっそうその信任を得るであろうことに満足する。一方、弥十は三十郎によってたびたび落盤する間歩へと送られ、他の流人たちとの強訴の話が伝わると、弥十は敷内追い込みに処される。
敷内追い込みの水替人足が遁走した夜、いよいよ始末つけようと、廃坑の入口へと弥十を連行した喜介だったが、穴の奥から聞こえる人の声に、喜介の足は急に止まる。

## エピソード
- 著者は1963年に「『佐渡流人行』は、上石神井の新居に越してからまもなく書いた。このときは流人の水替作業の実際がわからず、やはり現地に行ってみなければと思って佐渡の相川まで渡った」「佐渡から帰っても、今度はもっと関連文献を読みたいと思ったが、適当なものはなかった。たまたま麓三郎氏の『佐渡金銀山史話』が出版されたのを知って、さっそく読んで、大いに助かった。それで、世田谷の奥に著者麓氏をたずね、さらに氏の話を聞いたりした」と記している[1]。
- 小説家の阿刀田高は、本作を契機に著者が連作集『無宿人別帳』の連載に進んだと推測している[2]。
- 1963年公開の映画『無宿人別帳』では、本小説の登場人物および設定の一部が、小国英雄による脚色の上で使用された[3]。
- 推理作家の有栖川有栖は、本作の最後の一行について「清張作品で一番好きなエンディング」と述べている[4]。